# Hallatlan Alapítvány
A Hallatlan Közhasznú Nonprofit Alapítványt 2005 áprilisában jegyezte be a budapesti bíróság.
Az alapítvány elnöke Bartos Pál. Az alapítvány megalapításakor elsődleges célja az volt, hogy létrehozzon egy interneten is elérhető jelnyelvi szótárat, amely megkönnyíti a jelnyelvet tanulók helyzetét. További célokként meghatározták a magyar jelnyelv korszerű és hatékony oktatásmódjának kialakítását halló emberek számára; a hallatlan.hu internetes oldal fejlesztését, ahol az eddigi gyakorlattól eltérően nem állóképek mutatják a jelnyelvi jeleket, hanem folyamatosan ismétlődő videóképek jelenítik meg azokat. Tervbe vették, hogy az oldalon fórumot indítanak, amely lehetőséget kínál a siketek és a hallók közötti akadálymentes kommunikációra.
Fő tevékenysége a megváltozott munkaképességűek, fogyatékkal élők - ezen belül elsősorban a siketek és nagyothallók - integrációja (munkaerőpiac, információs társadalom, kultúra, ügyintézés): életvitelt segítő szolgáltatások, foglalkoztatás, közérdekű információk akadálymentesítés. Az így létrehozott honlapokkal, lehetőség nyílik a siketek világával való megismerkedésre és a korábbi, esetleges téves elképzelések eloszlatására.

## Az alapítvány szolgáltatásai

### hallatlan.eu
A  honlap a jelnyelvoktatásban és -tanulásban érdekeltek, a magyar jelnyelv iránt érdeklődők és a jelnyelvhasználók számára kínál oktatási anyagokat, online jelnyelvi szótárat és közösségi platformot. A honlapon a jelnyelvi jelek folyamatosan ismétlődő videók formájában jelennek meg. Lényeges újítás, hogy a jelelő személy két irányból – szemből és oldalról – tekinthető meg, valamint a videó alatt látható az adott jelhez szükséges kézforma is. Az okostelefonok széles körű elterjedése miatt kifejlesztették a honlap mobilalkalmazását, így a jelnyelvi szótár bárhol elérhető internet hozzáféréssel rendelkező telefonnal. A honlapon regionális jelnyelvi szótár is található, ahol a jeleket a különböző dialektusokban is megtekinthetik az érdeklődők.

### hallatlan.hu
A  mindamellett, hogy egy négynyelvű (magyar, angol, német, spanyol) tematikus jelnyelvi szótárt kínál, számos egyéb internetes szolgáltatással (fórum, csevegőszoba, online kvíz, stb.) kívánja a jelnyelvtanulás iránt érdeklődőket segíteni és ösztönözni a tanulásban. Az oldal egyedülálló különlegessége az interaktív jelnyelvi keresztrejtvény, amelyet a világon elsőként jelentettek meg, jelenleg az Alapítvány hivatalos szerzői jogi védelme alatt áll. A hagyományos keresztrejtvény mintájára készült, használata egyszerű. Többször lejátszható videókon kell felismerni a szavak, illetve az ábécé betűinek jelnyelvi megfelelőjét. A rejtvény amellett, hogy játékos formában ad lehetőséget a jelnyelv tanulására, a siketek magyar helyesírását is segítheti.
Mindkét honlapon található folyamatosan frissülő Jelnyelvi Híradó, amely a Magyar Televízió adásait jelnyelvi tolmács segítségével közvetíti, így a hazánkban élő siketek és nagyothallók is értesülhetnek a legfrissebb hírekről.
2013. június 1-jétől pedig emellett folyamatos tolmácsszolgálat kezd működni.
2015 novemberében a www.hallatlan.hu megújult.

### Jelnyelvi tanfolyamok
A tanfolyamok 2014. augusztusáig  alap- és középszinten folytak. A képzések folyamatos fejlesztésének köszönhetően, a Közös Európai Nyelvi Referenciakeret szintrendszeréhez igazítva  2014. szeptemberétől már az új  A1, A2, B1 szinten zajlik. Tervezik bevezetni a B2, C1 szintű jelnyelvi tanfolyamot is. 2015. februárjától már OKJ-s j Jelnyelvi Tolmácsképzés is elindult 19 fővel.

## Díjak
- 2006: Európai Nyelvi Díj
- 2009: Az Év Honlapja díj
- 2009: Nívódíj
- 2011: SozialMarie díj
- Az Alapítvány 2011-ben megnyerte a Fogyatékos Személyek Esélyegyenlőségéért Közalapítvány pályázatát.
- 2011: World Summit Award (WSA) nemzetközi versenyen (Egyiptomban), 105 országból érkezett, 460 pályamű közül került ki győztesen e-inclusion kategóriában.

## Külső hivatkozások
- http://hallatlan.hu/ az alapítvány honlapja ötnyelvű szótárral
- http://hallatlan.eu/ az alapítvány honlapja
- https://web.archive.org/web/20090927185529/http://www.nol.hu/archivum/archiv-411976 cikk az alapítványról